# George Evans (1er baron Carbery)
Pour les articles homonymes, voir George Evans (homonymie).
George Evans (vers 1680 - 28 août 1749) est un homme politique irlandais et un pair.

## Biographie
Membre d'une famille de whigs du comté de Limerick, il est le fils de George Evans (1655 - mai 1720) de Bulgaden Hall, comté de Limerick et de son épouse (m. 1679) Mary (née Eyre). Lord Carbery épouse Anne, fille de William Stafford, en 1703. Elle hérite ensuite de Laxton Hall de son frère. Ils ont cinq enfants :
- Stafford Evans (né en 1704), mort jeune
- George Evans (2e baron Carbery) (décédé en 1759)
- William Evans (décédé avant 1756)
- John Evans (décédé en 1758), de Bulgaden Hall, haut-shérif du comté de Limerick en 1734, épouse Grace Freke, sœur et héritière de Sir Redmond Freke, 3e baronnet, en juin 1741 et a un fils, Sir John Evans-Freke, 1er baronnet
- Anne Evans, mariée au major Charles du Terme en 1734

## Carrière
Après la mort de Charles Oliver, l'un des députés du comté de Limerick à la Chambre des communes irlandaise, Evans est élu pour lui succéder en 1707. Il siège en tant que whig pour le comté jusqu'en 1714. Le 12 novembre 1714, il est nommé gouverneur et constable de Limerick Castle. Le père d'Evans a été un fervent partisan de Guillaume III d'Orange-Nassau et de Mary mais a décliné l'offre du roi George Ier de lui créer une pairie. La pairie est toutefois acceptée par son fils qui, le 15 mars 1714, est élevé à la pairie d'Irlande sous le nom de baron Carbery, de Carbery dans le comté de Cork, le reste étant réservé à la descendance masculine de son père.
Avec le parrainage de William Cowper (1er comte Cowper) et d'autres Whigs, Evans et Charles Allanson se présentent à Westbury lors des Élections générales britanniques de 1715 pour contester les conservateurs et Montagu Venables-Bertie (2e comte d'Abingdon). Les élections ont lieu le 25 janvier 1715 et les candidats conservateurs, le neveu de Lord Abingdon, Willoughby Bertie (4e comte d'Abingdon) et Francis Annesley sont désignés élus par le maire d'Abingdon, tandis que le sherif déclare Evans et Allanson élus. Comme les conservateurs ont recueilli 29 et 28 voix respectivement pour les 19 et 18 voix d'Evans et d'Allanson, la Chambre des communes déclare les conservateurs élus le 28 mars 1715.
Lord Carbery, comme Evans à l’époque, et Allanson déposent une pétition électorale auprès de la Chambre, faisant valoir que de nombreux électeurs conservateurs n’ont pas droit de vote et qu’il y a eu des allégations de corruption des deux côtés. Le comité déclare finalement que Bertie et Annesley n’ont pas été dûment élus et que Carbery et Allanson l’ont été. La Chambre dominée par les Whig, souscrit aux conclusions du comité et décide que l'interprétation plus restrictive de la franchise de Westbury est la bonne. Le 18 novembre 1715, Carbery est admis au Conseil privé d'Irlande.
Il vote en décembre 1719 en faveur du projet Whig, tel que le Septennial Act 1716 et le projet de loi sur les pairies qui n’a pas abouti, mais n’assiste pas au vote sur le Religious Worship Act 1718 de janvier 1718 qui abroge le Occasional Conformity Act 1711 et le Schism Acte 1714. Aux Élections générales britanniques de 1722, Carbery et Thomas Bennett s'opposent à James Bertie (frère de Lord Abingdon) et à Annesley; les candidats conservateurs sont déclarés élus par le maire. Carbery et Bennett présentent à nouveau une requête contre le résultat, alléguant des pratiques indues et le fait qu'ils ont obtenu la majorité des voix. Bien que les résultats des élections leur soient favorables, ils ne sont pas en mesure de produire l'original du procès-verbal. Leur demande est rejetée le 25 février 1723. Bertie est également élu pour le Middlesex et  choisit de siéger pour cette circonscription; lors de l'élection partielle qui s'ensuit à Westbury en 1724, Carbery bat Edward Conway et revient au Parlement. Il ne se présente pas aux Élections générales britanniques de 1727.
La nomination de Carbery en tant que gouverneur et connétable du château de Limerick est renouvelée en 1740. Il est décédé le 28 août 1749 et son fils George lui succède. Lady Carbery est décédée en 1757.